# Marie-Laurence Jungfleisch
Pour les articles homonymes, voir Jungfleisch.
Marie-Laurence Jungfleisch (née le 7 octobre 1990 à Paris) est une athlète franco-allemande qui représente l’Allemagne, spécialiste du saut en hauteur.

## Biographie
Son père est français de Martinique et sa mère allemande, de Baden-Baden.
En mai 2013, elle franchit 1,95 m, mesure qu'elle avait déjà franchie en 2012, ce qui la qualifie pour les Championnats du monde à Moscou. Elle est finaliste lors des Championnats du monde à Moscou mais ne franchit par la barre d'entrée en concours.
En 2014, elle se qualifie pour la finale des Championnats du monde en salle de Sopot et termine à la dernière place avec 1,90 m. Elle améliore ensuite durant la saison estivale son record à 1,96 m puis le porte à 1,97 m lors de la finale des Championnats d'Europe de Zurich où elle prend la cinquième place.
Lors de la saison hivernale suivante, elle se blesse et déclare forfait pour le Championnats d'Europe en salle de Prague. Elle revient sur la scène internationale avec des performances régulières, notamment 1,94 m lors des Championnats d'Europe par équipes à Tcheboksary en Russie, puis avec 1,95 m lors des championnats d'Allemagne à Nuremberg et avec 1,96 m lors du Meeting d'Eberstadt où elle remporte le concours. 
Elle se qualifie le 27 août 2015 pour la finale des Championnats du monde de Pékin avec 1,92 m. En finale, elle prend la sixième place du concours en améliorant son record personnel avec 1,99 m à son second essai, réalisé avec une bonne marge.

### Barre des2 mètres(2016)
Le 23 janvier 2016, elle fait sa rentrée en salle à Karlsruhe où elle réalise 1,94 m, meilleure performance mondiale de l'année. Elle remporte le meeting de Karlsruhe avec 1,93 m. Début juillet, l'Allemande se classe 5e des Championnats d'Europe d'Amsterdam avec 1,93 m.
Le 16 juillet, Marie-Laurence Jungfleisch s'impose au Meeting d'Eberstadt en effaçant pour la 1re fois de sa carrière la barrière des 2,00 m,. Elle devance sur le podium la Polonaise Kamila Lićwinko (1,96 m) et la Suédoise Sofie Skoog (1,93 m).
Le 20 août, elle se classe 7e de la finale des Jeux olympiques de Rio avec 1,93 m.
Le 3 juin 2017, elle réalise les minima pour les Championnats du monde de Londres avec 1,94 m. Elle s'améliore le 25 juin, lors des Championnats d'Europe par équipes avec 1,97 m. Le 12 août, elle échoue au pied du podium des Championnats du monde de Londres avec 1,95 m. Elle est battue pour le podium par l'athlète neutre Mariya Lasitskene (2,03 m), l'Ukrainienne Yuliya Levchenko (2,01 m) et la Polonaise Kamila Lićwinko (1,99 m).
Le 27 août, elle remporte pour la troisième fois consécutive le Meeting d'Eberstadt en franchissant 2,00 m, record personnel égalé.
Le 10 août 2018, dans le stade olympique de Berlin, Marie-Laurence Jungfleisch remporte sa première médaille internationale à l'occasion des championnats d'Europe, décrochant le bronze avec un saut à 1,96 m, sa meilleure performance de la saison.

## Palmarès
| Date | Compétition                        | Lieu                               | Résultat | Marque  |
| ---- | ---------------------------------- | ---------------------------------- | -------- | ------- |
| 2010 | Championnats d'Europe par équipes  | Stockholm                          | 10e      | 1,80 m  |
| 2011 | Championnats d'Europe espoirs      | Ostrava                            | 8e       | 1,87 m  |
| 2011 | DécaNation                         | Nice                               | 4e       | 1,83 m  |
| 2012 | DécaNation                         | Albi                               | 4e       | 1,85 m  |
| 2013 | Championnats d'Europe par équipes  | Gateshead                          | 5e       | 1,85 m  |
| 2013 | Championnats du monde              | Moscou                             | finale   | NM      |
| 2014 | Championnats du monde en salle     | Sopot                              | 8e       | 1,90 m  |
| 2014 | Championnats d'Europe par équipes  | Brunswick                          | 5e       | 1,87 m  |
| 2014 | Championnats d'Europe              | Zurich                             | 5e       | 1,97 m  |
| 2015 | Championnats d'Europe par équipes  | Tcheboksary                        | 6e       | 1,94 m  |
| 2015 | Championnats du monde              | Pékin                              | 6e       | 1,99 m  |
| 2016 | Circuit mondial en salle de l'IAAF | Circuit mondial en salle de l'IAAF | 1re      | détails |
| 2016 | Championnats d'Europe              | Amsterdam                          | 5e       | 1,93 m  |
| 2016 | Jeux olympiques                    | Rio de Janeiro                     | 7e       | 1,93 m  |
| 2017 | Championnats d'Europe par équipes  | Lille                              | 2e       | 1,97 m  |
| 2017 | Championnats du monde              | Londres                            | 4e       | 1,95 m  |
| 2018 | Championnats d'Europe              | Berlin                             | 3e       | 1,96 m  |
| 2018 | Ligue de diamant                   | Ligue de diamant                   | 3e       | 1,90 m  |
| 2018 | Coupe continentale                 | Ostrava                            | 4e       | 1,91 m  |
| 2021 | Jeux olympiques                    | Tokyo                              | 10e      | 1,93 m  |
| 2022 | Championnats d'Europe              | Munich                             | 6e       | 1,90 m  |

## Records
| Épreuve         | Épreuve   | Marque | Lieu      | Date                         |
| --------------- | --------- | ------ | --------- | ---------------------------- |
| Saut en hauteur | Plein air | 2,00 m | Eberstadt | 16 juillet 2016 26 août 2017 |
| Saut en hauteur | En salle  | 1,97 m | Arnstadt  | 8 février 2014               |